# استفان هسل

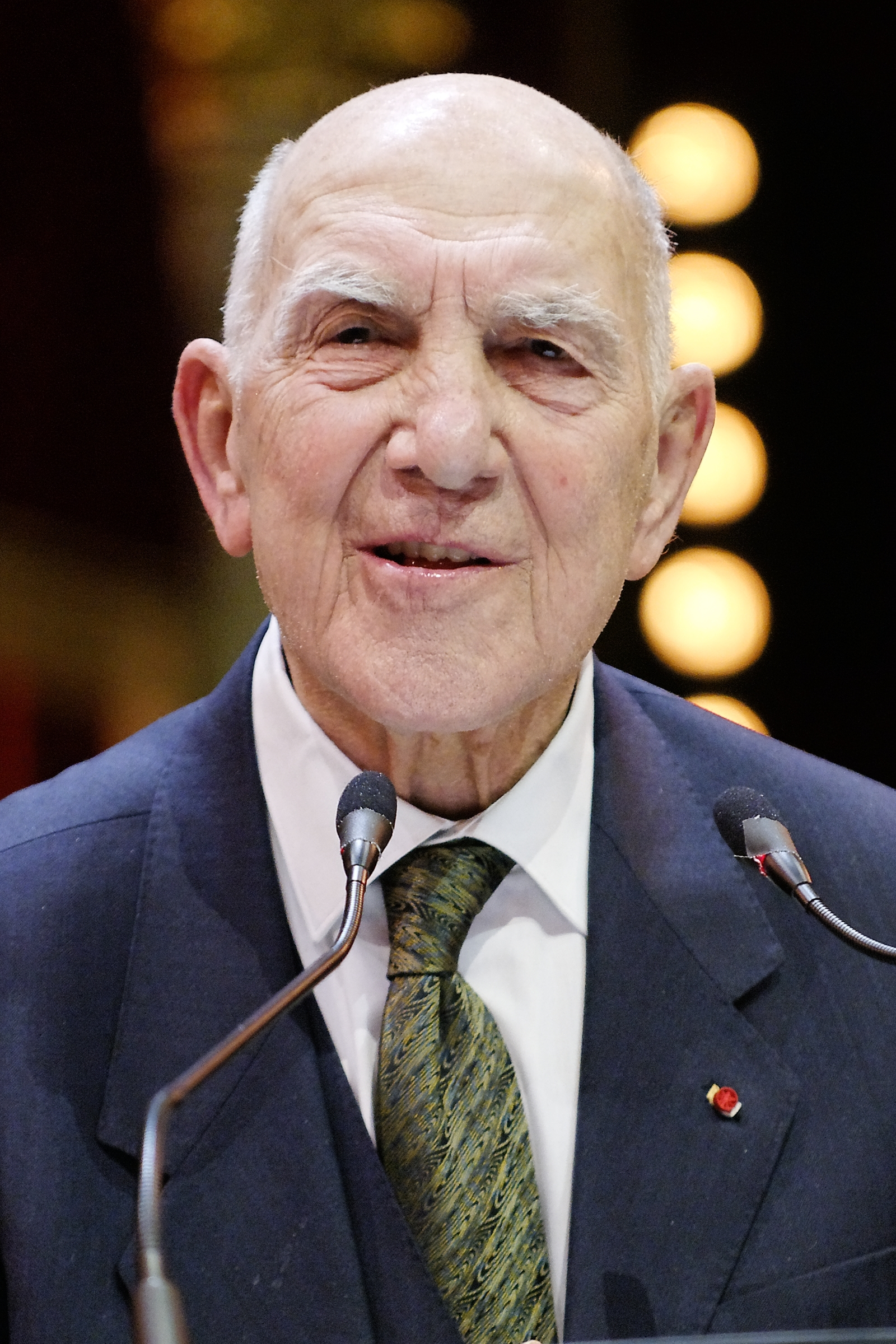

استفان هسل (به آلمانی: Stéphane Hessel) (۲۰ اکتبر ۱۹۱۷ – ۲۸ فوریه ۲۰۱۳) رئیس دفتر جانشین دبیرکل سازمان ملل و دبیر کمیسیون حقوق بشر سازمان ملل متحد و یکی از اعضای هیئت تدوین کننده منشور جهانی حقوق بشر بود.

## زندگی
هسل در سال ۱۹۱۷ در برلین متولد شد و در سن هفت سالگی به همراه خانواده به پاریس مهاجرت کرد. وی پس از جنگ جهانی دوم با امتناع از پیوستن به دولت ویشی مارشال فیلیپ پتن، به لندن گریخت و در سال ۱۹۴۱ به گروه اعضای مقاومت ژنرال شارل دوگل پیوست. او به فرانسه بازگشت تا شبکه‌های ارتباطی مقاومت را پیش از تهاجم متفقین به فرانسه در سال ۱۹۴۴ سازماندهی کند. اما در سال ۱۹۴۴ توسط گشتاپو دستگیر و به اردوگاه بوخن والد و دورا فرستاده شد و در آنجا به شیوه واتربوردینگ شکنجه شد.
هسل تلاش ناموفقی برای فرار از دست دورا کرد. او بعد در حین انتقال به اردوگاه کار اجباری برگن-بلزن، فرار کرد و به هانوفر رفت و در آنجا با نیروهای پیشرو ارتش ایالات متحده ملاقات کرد.
از آخرین فعالیت‌های سیاسی، اجتماعی وی می‌توان به تلاش برای پیروزی فرانسوا اولاند در انتخابات سال ۲۰۱۲ اشاره کرد.

## برآشوبید
استفان هسل یکی از مدافعان حقوق بشر و یکی از شخصیت‌های سرشناس فرانسه بود. وی در ۹۳ سالگی در سال ۲۰۱۰ جستاری نوشت که به صورت کتابچه‌ای تحت عنوان "برآشوبید!" منتشر شد. تنها در فرانسه یک میلیون نسخه از این کتاب سی و چهار صفحه‌ای فروخته شد و در سی و پنج کشور جهان بیش از پنج میلیون نسخه فروخت.
هسل در این کتاب جوانان را به آشفتن و ایستادگی در برابر جنگ طلبی و خشونت و فقر و بی عدالتی فرا می‌خواند و آنان را به دفاع از حقوق اقلیت‌ها و پناه‌جویان کشورهای اروپایی تشویق می‌کند.

## سمت‌ها
- رئیس دفتر جانشین دبیرکل سازمان ملل
- دبیر کمیسیون حقوق بشر سازمان ملل
- عضو هیئت تدوین کننده منشور جهانی حقوق بشر